# Prolepsis fax
Prolepsis fax là một loài ruồi trong họ Asilidae. Prolepsis fax được Lynch & Arribálzaga miêu tả năm 1881.